# دیولا پولگار
دیولا پولگار (مجاری: Polgár Gyula؛ ۸ فوریهٔ ۱۹۱۲ – ۲۶ ژوئن ۱۹۹۲) یک بازیکن فوتبال اهل مجارستان بود.